# Napoli Campi Flegrei
Napoli Campi Flegrei (wł: Stazione di Napoli Campi Flegrei) – stacja kolejowa w Neapolu, w regionie Kampania, we Włoszech. Znajdują się tu 4 perony. Jest to również stacja metra na linii 2.